# Mohamed Fahmy
محمد فاضل فهمى
Pour les articles homonymes, voir Fahmy.
Mohamed Fadel Fahmy, plus communément appelé Mohamed Fahmy, (en arabe : محمد فاضل فهمى), né le 27 avril 1974 au Caire en Égypte, est un journaliste canadien.
En décembre 2013, il est arrêté en compagnie de Peter Greste (en), Baher Mohamed et Mohamed Fawzy pour falsification d'information en faveur du mouvement des Frères musulmans déclarés comme groupe terroriste durant la semaine. En juin 2014, Fahmy est condamné en compagnie de Peter Greste à sept ans de prison, qui furent par la suite renversé par la cour de cassation. Fahmy renonce à sa nationalité égyptienne en 2015 dans le but de pouvoir être déporté au Canada.
Un nouveau procès a été annoncé en février 2015. En août 2015, lui, ainsi que Baher Mohamed et Peter Greste sont condamnés à trois ans de prison. En septembre 2015, il reçoit le pardon du président égyptien Abdel Fattah al-Sissi et reçoit la permission de rentrer au Canada. Il déclare vouloir lutter pour la liberté de presse en Égypte.